# نمل الحقل
نمل الحقل أو نمل الخشب أو نمل القش (الاسم العلمي:Formica) هو جنس من حشرات يتبع فصيلة النمليات من رتبة غشائيات الأجنحة. ويبلغ أطوال أنواعه من 4 إلى 8 مم.